# Dépassement de tampon
Pour les articles homonymes, voir BOF.
 (mars 2023).
- Si vous ne connaissez pas le sujet, laissez ce bandeau (vous pouvez alors contacter les auteurs).
- Si vous supprimez le contenu mis en cause (vous pouvez préalablement contacter les auteurs),

argumentez précisément cette suppression dans la page de discussion
(un manque de référence n'est pas un argument ; une recherche réelle de référence doit avoir été effectuée, être formellement documentée).
En informatique, un dépassement de tampon ou débordement de tampon (en anglais, buffer overflow ou BOF) est un bug par lequel un processus, lors de l'écriture dans un tampon, écrit à l'extérieur de l'espace alloué au tampon, écrasant ainsi des informations nécessaires au processus.
Lorsque le bug se produit, le comportement de l'ordinateur devient imprévisible. Il en résulte souvent un blocage du programme, voire de tout le système.
Le bug peut aussi être provoqué intentionnellement et être exploité pour compromettre la politique de sécurité d’un système. Cette technique est couramment utilisée par les pirates. La stratégie de l'attaquant est alors de détourner le programme bugué en lui faisant exécuter des instructions qu'il a introduites dans le processus.

## Utilisation malveillante et contre-mesures
Une vulnérabilité de ce type permet d'écrire des données au-delà du tampon qui leur est alloué. Avec le langage C, cela peut typiquement se produire lorsque des fonctions telles que gets (lecture d'une suite de caractères sur le flux d'entrée standard) ou strcpy (copie d'une chaîne de caractères), qui ne contrôlent pas le nombre de caractères écrits en mémoire, sont appelées sur des entrées non fiables. Il devient alors possible pour l'attaquant de modifier les variables situées à la suite du tampon.

### Attaques génériques
Sur la plupart des architectures de processeurs, l'adresse de retour d'une fonction est stockée dans la pile d'exécution. Lorsqu'un dépassement se produit sur un tampon situé dans la pile d'exécution, il est alors possible d'écraser l'adresse de retour de la fonction en cours d'exécution. L'attaquant peut ainsi contrôler le pointeur d'instruction après le retour de la fonction, et lui faire exécuter des instructions arbitraires, par exemple un code malveillant qu'il aura introduit dans le programme.

### Attaques spécifiques
Des vulnérabilités de dépassement de tampons peuvent exister dans des programmes dans lesquels l'adresse de retour est protégée (par exemple par le Stack-Smashing Protector), ou exister ailleurs que la pile d'exécution. 
Dans certains cas, elles peuvent tout de même être exploitées pour mettre à mal la sécurité du programme. 
Par exemple, en écrasant d'autres pointeurs que le pointeur d'instruction, ou en modifiant des données spécifiques du programme pour en altérer la logique.

### Contremesures
Afin d’éviter ces dépassements, certaines fonctions ont été réécrites pour prendre en paramètre la taille du tampon dans lequel les données sont copiées, et éviter ainsi de copier des informations à l'extérieur du tampon. Ainsi strncpy est une version de strcpy qui tient compte de la taille du tampon. De même, fgets est une version de gets prenant en compte la taille du tampon. Les fonctions strncpy et strncat ont été initialement disponibles sous OpenBSD et elles tendent à se répandre dans divers logiciels comme rsync et KDE.

### Détails techniques sur architecturex86(Intel)
Un programme en exécution (un processus) découpe la mémoire adressable en zones distinctes :
- la zone de code où sont stockées les instructions du programme en cours ;
- la zone des données où sont stockées certaines des données que manipule le programme ;
- la zone de la pile d'exécution ;
- la zone du tas.

Contrairement aux deux premières, les deux dernières zones sont dynamiques, c'est-à-dire que leur pourcentage d'utilisation et leur contenu varient tout au long de l’exécution d’un processus.
La zone de la pile d'exécution est utilisée par les fonctions (stockage des variables locales et passage des paramètres). Elle se comporte comme une pile, c'est-à-dire dernier entré, premier sorti. Les variables et les paramètres d’une fonction sont empilés avant le début de la fonction et dépilés à la fin de la fonction.
Une fonction est une suite d'instructions. Les instructions d'une fonction peuvent être exécutées (en informatique, on dit que la fonction est appelée) à partir de n'importe quel endroit d'un programme. À la fin de l'exécution des instructions de la fonction, l'exécution doit se continuer à l'instruction du programme qui suit l'instruction qui a appelé la fonction.
Pour permettre le retour au programme qui a appelé la fonction, l’instruction d'appel de la fonction (l'instruction call) enregistre l'adresse de retour dans la pile d'exécution. Lors de l’exécution de l’instruction ret qui marque la fin de la fonction, le processeur récupère l’adresse de retour qu’il a précédemment stockée dans la pile d'exécution et le processus peut continuer son exécution à cette adresse.
Plus précisément, le traitement d'une fonction inclut les étapes suivantes :
1. l'empilement des paramètres de la fonction sur la pile d'exécution (avec l'instruction push) ;
2. l'appel de la fonction (avec l'instruction call) ; cette étape déclenche la sauvegarde de l’adresse de retour de la fonction sur la pile d'exécution ;
3. le début de la fonction qui inclut :
  1. la sauvegarde de l'adresse de la pile qui marque le début de l'enregistrement de l'état actuel du programme,
  2. l'allocation des variables locales dans la pile d'exécution ;
4. l'exécution de la fonction ;
5. la sortie de la fonction qui inclut la restauration du pointeur qui marquait le début de l'enregistrement de l'état du programme au moment de l'appel de la fonction,
6. l'exécution de l’instruction ret qui indique la fin de la fonction et déclenche la récupération de l’adresse de retour et le branchement à cette adresse.

### Illustration
Soit l’extrait de programme C suivant (volontairement simplifié) :
```
 
#include
 
<stdio.h>

 
#include
 
<string.h>

 

 
void
 
foo
(
char
 
*
str
)

 
{

   
char
 
buffer
[
32
];

   
strcpy
(
buffer
,
 
str
);

   
/* ... */

 
}
 

 
int
 
main
(
int
 
argc
,
 
char
 
*
argv
[])

 
{

   
if
 
(
argc
 
>
 
1
)
 
{

     
/* appel avec le premier argument de la ligne de commandes */

     
foo
(
argv
[
1
]);

   
}

   
/* ... */

   
return
 
0
;

 
}

```

Ce qui est traduit ainsi par un compilateur C (ici le compilateur GCC avec architecture x86) :
```
 
push
 
ebp
              
; entrée de la fonction

 
mov
 
ebp
,
esp
           
;

 
sub
 
esp
,
40
            
; 40 octets sont « alloués » (32 + les 2 variables qui serviront

                       
; à l'appel de strcpy)

 

 
mov
 
eax
,[
ebp
+
0x8
]
     
; paramètre de la fonction (str)

 
mov
 
[
esp
+
0x4
],
eax
     
; préparation de l'appel de fonction : deuxième paramètre

 
lea
 
eax
,[
ebp-0x20
]
    
; ebp-0x20 contient la variable locale 'buffer'

 
mov
 
[
esp
],
eax
         
; premier paramètre

 
call
 
strcpy

                       
; sortie de la fonction

 
leave
                 
; équivalent à mov esp,ebp et pop ebp

 
ret

```

Voici l'état de la pile d'exécution et des deux registres (ebp et esp) juste avant l'appel de la fonction strcpy :

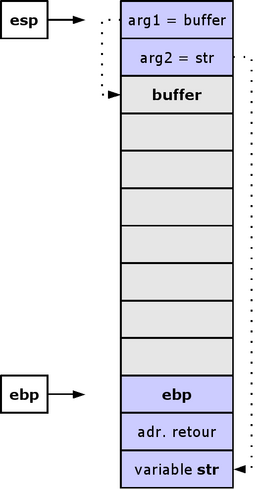
État de la pile avant l'appel à la fonction strcpy

La fonction strcpy copiera le contenu de str dans buffer. La fonction strcpy ne fait aucune vérification : elle copiera le contenu de str jusqu'à ce qu'elle rencontre un caractère de fin de chaîne (caractère nul).
Si str contient 32 octets ou plus avant le caractère nul, la fonction strcpy continuera à copier le contenu de la chaîne au-delà de la zone allouée par la variable locale buffer. C’est ainsi que les informations stockées dans la pile d'exécution (incluant l’adresse de retour de la fonction) pourront être écrasées comme indiqué dans l'illustration suivante :

Dépassement de tampon : la fonction strcpy copie la chaîne vers la zone mémoire indiquée, dépasse la zone allouée et écrase l'adresse de retour de la fonction foo

Dans l’exemple précédent, si str contient un code malveillant sur 32 octets suivi de l’adresse de buffer, au retour de la fonction, le processeur exécutera le code contenu dans str.
Pour que cette « technique » fonctionne, il faut deux conditions :
- le code malveillant ne doit contenir aucun caractère nul, sans quoi strcpy() arrêtera sans copier les octets suivants le caractère nul ;
- l'adresse de retour ne doit pas non plus contenir de caractère nul.

Le dépassement de tampon avec écrasement de l'adresse de retour est un bug du programme. L’adresse de retour ayant été écrasée, à la fin de la fonction, le processeur ne peut brancher vers l'adresse de retour originale, car cette adresse a été modifiée par le dépassement de tampon. Dans le cas d'un bug involontaire, l'adresse de retour a généralement été remplacée par une adresse en dehors de la plage adressable et le programme plante en affichant un message d’erreur (erreur de segmentation).
Un hacker peut utiliser ce comportement à ses fins. Par exemple, en connaissant la taille du tampon (dans l’exemple précédent 32 octets), il peut écraser l’adresse de retour pour la remplacer par une adresse qui pointe vers un code à lui, de manière à prendre le contrôle du programme. De cette façon, il obtient les droits d’exécution associés au programme qu'il a détourné et peut dans certains cas accéder à des ressources critiques.
La forme d’attaque la plus simple consiste à inclure dans une chaîne de caractères copiée dans le tampon un programme malveillant et d'écraser l'adresse de retour par une adresse pointant vers ce code malveillant.
Pour arriver à ses fins, l'attaquant doit surmonter deux difficultés :
- trouver l'adresse de début de son code malveillant dans le programme attaqué ;
- construire son code d’exploitation en respectant les contraintes imposées par le type de variable dans lequel il place son code (dans l'exemple précédent, la variable est une chaîne de caractères).

### Trouver l'adresse de début du code malveillant
La technique précédente nécessite généralement pour l’attaquant de connaître l’adresse de début du code malveillant. Ceci est assez complexe, car cela demande généralement des essais successifs, ce qui n’est pas une méthode très « discrète ». De plus, il y a de fortes chances que l’adresse de la pile change d’une version à l’autre du programme visé et d’un système d'exploitation à l’autre.
L'attaquant veut généralement exploiter une faille sur le plus de versions possible du même programme (afin peut-être de concevoir un virus ou ver). Pour s’affranchir du besoin de connaître l'adresse du début du code malveillant, il doit trouver une méthode qui lui permette de brancher sur son code sans se préoccuper de la version du système d'exploitation et du programme visé tout en évitant de faire de multiples tentatives qui prendraient du temps et dévoileraient peut-être sa présence.
Il est possible dans certains cas de se servir du contexte d’exécution du système cible. Par exemple, sur des systèmes Windows, la plupart des programmes, même les plus simples contiennent un ensemble de primitives système accessibles au programme (DLL). Il est possible de trouver des bibliothèques dont l’adresse mémoire lors de l’exécution change peu en fonction de la version du système. Le but pour l’attaquant est alors de trouver dans ces plages mémoires des instructions qui manipulent la pile d'exécution et lui permettront d’exécuter son code.
Par exemple, en supposant que la fonction strcpy manipule un registre processeur (eax) pour y stocker l’adresse source. Dans l’exemple précédent, eax contiendra une adresse proche de l’adresse de buffer au retour de strcpy. Le but de l’attaquant est donc de trouver dans la zone mémoire supposée « fixe » (la zone des DLL par exemple) un code qui permet de sauter vers le contenu de eax (call eax ou jmp eax). Il construira alors son buffer en plaçant son code suivi de l’adresse d’une instruction de saut (call eax ou jmp eax). Au retour de strcpy, le processeur branchera vers une zone mémoire contenant call eax ou jmp eax et puisque eax contient l’adresse du buffer, il branchera de nouveau vers le code et l’exécutera.

### Construire son code d’exploitation
La deuxième difficulté pour l'attaquant est la construction du code d’exploitation appelé shellcode. Dans certains cas, le code doit être construit avec un jeu de caractères réduit : chaîne Unicode, chaîne alphanumérique, etc.
En pratique, ces limitations n'arrêtent pas un attaquant déterminé. On recense des cas de piratage utilisant du code limité aux caractères légaux d'une chaîne Unicode (mais il faut pouvoir exécuter du code automodifiant).

### Préventions
Pour se prémunir contre de telles attaques, plusieurs options sont offertes au programmeur. Quelques-unes de ces options sont décrites dans les deux sections suivantes.

#### Protections logicielles
- Bannir de son utilisation les fonctions dites « non protégées ». Préférer par exemple strncpy à strcpy ou alors fgets à scanf qui effectue un contrôle de taille. Les compilateurs récents peuvent prévenir le programmeur s’il utilise des fonctions à risque, même si leur utilisation demeure possible.
- Utiliser des options de compilation permettant d'éviter les dépassements de mémoire tampon menant à la corruption de pile, comme le SSP (Stack-Smashing Protector) (technique du canari résumée plus bas)
- Se reposer sur les protections offertes par le système d'exploitation, comme l'Address space layout randomization ou la Data Execution Prevention.
- Utiliser des outils externes pendant le développement pour détecter les accès mémoire invalides à l'exécution, par exemple la bibliothèque Electric Fence ou Valgrind.
- Utilisation de langages à contexte d’exécution managé implémentant la vérification de bornes des tableaux (e.g. Java).

En 2017, SSP (Stack-Smashing Protector) ou des protections similaires sont activées par défaut dans la plupart des compilateurs. Cependant, les protections contre les dépassements de tampons restent souvent absentes des systèmes embarqués et plus contraints en ressources.

##### Technique du canari
La technique du canari fait référence aux canaris qui étaient utilisés jadis pour détecter les fuites de grisou dans les mines de charbon.
Le principe est de stocker une valeur secrète, générée à l’exécution, juste avant l'adresse de retour (entre la fin de la pile et l'adresse de retour). Lorsque la fonction se termine, cette valeur est contrôlée. Si cette clé a changé, l’exécution avorte. Cette méthode permet d'empêcher l'exécution de code corrompu, mais augmente la taille du code et ralentit donc l’appel de la fonction.
Cette protection est disponible en option dans les compilateurs C actuels(GCC version 4.9), éventuellement avec recours à des patchs.

#### Protections matérielles
- Les microprocesseurs récents, 64 bits notamment, implémentent des protections efficaces (technologies NX Bit et XD bit).

## Cas particulier de dépassement de tampon: débordement de nombre entier
Il est fréquent d'allouer dynamiquement des tableaux de structure de données, ce qui implique le calcul de la taille totale du tableau : taille_d'un_élément * nombre_d'éléments. Un tel produit peut donner un nombre trop grand pour être enregistré dans l'espace normalement alloué à un nombre entier. On a alors un dépassement d'entiers et le produit est tronqué, ce qui donne un résultat erroné plus petit que le résultat attendu. La zone mémoire allouée au tableau est alors de taille inférieure à ce qu'on pense avoir alloué. C'est un cas très particulier de dépassement de tampon, qui peut être utilisé par un attaquant.

## Autres types de dépassement de tampon
Il existe plusieurs autres types de dépassements de tampon. Ces failles de sécurité ont été couramment exploitées depuis le début des années 2000, en particulier dans OpenSSH et dans les bibliothèques de lecture de pratiquement tous les types d'image.

## Dépassement de tas
En plus des techniques de piratage basées sur les dépassements de tampon, il existe d'autres techniques de piratage qui exploitent le débordement d'autres variables contenues dans d’autres parties de la mémoire. En particulier, plusieurs attaques exploitent le débordement des variables du tas. Ces dépassements sont appelés dépassement de tas (en anglais, heap overflow).